# Елк Тауншип (округ Воррен, Пенсільванія)
Елк Тауншип (англ. Elk Township) — селище (англ. township) в США, в окрузі Воррен штату Пенсільванія. Населення — 481 особа (2020).

## Демографія
Згідно з переписом 2010 року, у селищі мешкало 520 осіб у 229 домогосподарствах у складі 172 родин. Було 378 помешкань
Расовий склад населення:
| - 98,8 % — білих - 0,6 % — корінних американців - 0,2 % — азіатів |

До двох чи більше рас належало 0,4 %. Частка іспаномовних становила 0,0 % від усіх жителів.
За віковим діапазоном населення розподілялося таким чином: 16,0 % — особи молодші 18 років, 67,3 % — особи у віці 18—64 років, 16,7 % — особи у віці 65 років та старші. Медіана віку мешканця становила 50,3 року. На 100 осіб жіночої статі у селищі припадало 108,8 чоловіків;  на 100 жінок у віці від 18 років та старших — 111,1 чоловіків також старших 18 років.
Середній дохід на одне домашнє господарство  становив 75 551 долар США (медіана — 60 000), а середній дохід на одну сім'ю — 95 993 долари (медіана — 76 500). Медіана доходів становила 51 042 долари для чоловіків та 31 406 доларів для жінок. За межею бідності перебувало 5,9 % осіб, у тому числі 0,0 % дітей у віці до 18 років та 8,6 % осіб у віці 65 років та старших.
Цивільне працевлаштоване населення становило 239 осіб. Основні галузі зайнятості: освіта, охорона здоров'я та соціальна допомога — 23,0 %, виробництво — 19,7 %, науковці, спеціалісти, менеджери — 9,2 %, роздрібна торгівля — 7,9 %.